# Echinodorus macrophyllus
Echinodorus macrophyllus là một loài thực vật có hoa trong họ Alismataceae. Loài này được (Kunth) Micheli mô tả khoa học đầu tiên năm 1881.